# بدیع دمشقی
طِرّاد بن علی سُلَمی با کنیهٔ ابوفراس، شهرت‌یافته به بدیعِ دمشقی (۱۰۶۲ - ۱۱۳۰م) شاعر دمشقی بود. ابتدا به پرورش اسب می‌پرداخت، سپس به ادبیات گرایید. از راه شعر کسب معاش می‌کرد و به کتابت مشغول شد. او را بسیار دشنام‌گو و هجوسرا ذکر کرده‌اند تا حدی که بدین سبب در دمشق زندانی شد.